# Simulium kingundense
Simulium kingundense är en tvåvingeart som beskrevs av Alex Fain och Elsen 1974. Simulium kingundense ingår i släktet Simulium och familjen knott.
Artens utbredningsområde är Kongo. Inga underarter finns listade i Catalogue of Life.